# Cantone di Saint-Maximin-la-Sainte-Baume
Il Cantone di Saint-Maximin-la-Sainte-Baume è una divisione amministrativa dell'arrondissement di Brignoles.
A seguito della riforma complessiva dei cantoni del 2014 è passato da 8 a 19 comuni.

## Composizione
Prima della riforma del 2014 comprendeva i comuni di:
- Nans-les-Pins
- Ollières
- Plan-d'Aups-Sainte-Baume
- Pourcieux
- Pourrières
- Rougiers
- Saint-Maximin-la-Sainte-Baume
- Saint-Zacharie

Dal 2015 comprende i comuni di:
- Artigues
- Barjols
- Bras
- Brue-Auriac
- Châteauvert
- Esparron
- Ginasservis
- Ollières
- Pontevès
- Pourcieux
- Pourrières
- Rians
- Saint-Julien
- Saint-Martin-de-Pallières
- Saint-Maximin-la-Sainte-Baume
- Seillons-Source-d'Argens
- Varages
- La Verdière
- Vinon-sur-Verdon